# 3556 Lixiaohua
3556 Lixiaohua eller 1964 UO är en asteroid i huvudbältet som upptäcktes den 30 oktober 1964 av Purple Mountain-observatoriet i Nanjing, Kina. Den är uppkallad efter Li Xiaohua.
Asteroiden har en diameter på ungefär 20 kilometer och den tillhör och har givit namn åt asteroidgruppen Lixiaohua.